# Limfocyty Th
Limfocyty Th – subpopulacja limfocytów T pełniących funkcje związane z pobudzaniem odpowiedzi odpornościowej. Dojrzałe limfocyty Th noszą na swojej powierzchni cząsteczki CD4, w związku z tym rozpoznają one antygeny połączone z cząsteczkami MHC klasy II.
Limfocyty Th są zazwyczaj pobudzane przez komórki prezentujące antygen (w skrócie APC, od ang. antigen-presenting cell) w obrębie węzła chłonnego. Po pobudzeniu dochodzi do produkcji cytokin, które mają zdolność modulowania odpowiedzi odpornościowej. 

## Podział
Ze względu na profil wydzielanych cytokin i dodatkowe właściwości wyróżnia się dwie główne subklasy limfocytów Th:
- komórki Th1, produkujące głównie interferon γ i IL-2, biorące udział w reakcjach na patogeny wewnątrzkomórkowe, np. wirusy[2].
- komórki Th2, wytwarzające wiele cytokin, w tym IL-4, IL-5[1], IL-10[3] i IL-13[2], biorące w udział w reakcjach na pasożyty, np. układu pokarmowego[2].

Pomiędzy limfocytami Th1 i Th2 istnieje pewien antagonizm. Limfocyty Th1 wspierają głównie odpowiedź komórkową, natomiast Th2 odpowiedź humoralną. Ponadto cytokiny wytwarzane przez Th1 wpływają ujemnie na rozwój komórek Th2 i vice versa. Zjawiska te są podstawą polaryzacji immunologicznej, pełniącej kluczową rolę w regulowaniu odpowiedzi odpornościowej. Od tego procesu zależy często możliwość pozbycia się patogenu z zarażonego organizmu.
Ponadto, nowsze opracowania wyróżniają tzw. komórki Th17, wydzielające głównie IL-17, biorące udział w powstawaniu stanu zapalnego, zarówno w odpowiedzi na pojawienie się drobnoustrojów pozakomórkowych, jak i w przebiegu wielu chorób zapalnych.
Czasami do limfocytów Th są zaliczane komórki Th3, wydzielające duże ilości TGF-β (raczej klasyfikowane jako limfocyty Treg ze względu na ich właściwość hamowania reakcji odpornościowej) oraz komórki ThM, czyli limfocyty Th pamięci, wydzielają tylko IL-2 i łatwiej ulegają pobudzeniu.

## Funkcja
Pomocnicze limfocyty T CD4+ mogą się różnicować w kierunku trzech wyżej wymienionych subpopulacji, z których każda pełni odmienne funkcje. Identyfikacja poszczególnych typów tych limfocytów odegrała kluczową rolę w zrozumieniu procesu odpowiedzi immunologicznej. Swoje funkcje pełnią głównie poprzez wytwarzanie odpowiednich cytokin po zetknięciu się ze swoistymi antygenami.

### Limfocyty Th1
Subpopulacja Th1 stymuluje zależne od fagocytów pochłanianie i zabijanie drobnoustrojów. Jest to główny element odpowiedzi komórkowej. Komórki te produkują m.in. interferon γ, który jest silnym aktywatorem makrofagów i stymuluje produkcję przeciwciał. Osoby z mutacjami w genach odpowiedzialnych za powstawanie tych limfocytów są szczególnie podatne na zakażenia wywołane przez bakterie występujące powszechnie i nieszkodliwe dla większości ludzi.

### Limfocyty Th2
Komórki te stymulują odpowiedź zależną od eozynofili, efektywną w zwalczaniu zarażenia pasożytami wielokomórkowymi. Czynią to m.in. poprzez produkcję IL-4, stymulującą wytwarzanie przeciwciał klasy IgE, a także poprzez produkcję IL-5, bezpośrednio aktywującej eozynofile. Ponadto, IL-4 razem z IL-13 promuje usuwanie pasożytów z błon śluzowych i zwiększa produkcję śluzu. Limfocyty Th-2, podobnie jak Th1, aktywują makrofagi, ale jest to tzw. alternatywna aktywacja makrofagów. Prowadzi ona do syntezy białek odpowiedzialnych za gojenie się ran, włóknienie i działanie przeciwzapalne, hamując niejako klasycznie aktywowane makrofagi.

### Limfocyty Th17
Limfocyty Th17 zostały zidentyfikowane po wykazaniu ich wpływu na rozwój wielu chorób immunologicznych, w tym stwardnienia rozsianego, nieswoistego zapalenia jelit i reumatoidalnego zapalenia stawów. Wydzielają cytokiny przyciągające do miejsca rozpoznania antygenu neutrofile oraz, w mniejszym stopniu, monocyty. Pełnią istotną rolę w ochronie przeciw zewnątrzkomórkowym bakteriom i zakażeniom grzybiczym. Mutacje w genach odpowiedzialnych za funkcję i rozwój limfocytów Th17 są związane ze skłonnością do kandydozy skóry i błon śluzowych.

## Różnicowanie
Różnicowanie limfocytów T CD4+ jest zależne od tego, z jakim antygenem zetknął się dziewiczy limfocyt. Połączenie z antygenami prezentowanymi przez zainfekowane komórki prowadzi do wytwarzania IL-12 i interferon γ, co różnicuje pierwotne limfocyty w kierunku Th1. Limfocyty Th2 powstają na skutek działania IL-4 (której same są głównym, choć nie jedynym, źródłem). Limfocyty Th17 powstają natomiast na skutek obecności cytokin prozapalnych IL-6 i IL-1 (produkowanych przez komórki dendrytyczne) oraz niektórych innych czynników.

## Dziewicze limfocyty Th
Wyróżnia się także komórki ThP (limfocyty Th dziewicze), wydzielające IL-2. Są to limfocyty, które nie miały jeszcze kontaktu z danym antygenem. Do ich pobudzenia nie wystarczy jednak samo rozpoznanie antygenu, gdyż niezbędny jest tutaj tzw. sygnał kostymulujący, czyli zespół innych cząsteczek niezbędnych do pobudzenia, obecnych zarówno na APC, jak i na limfocycie. W odróżnieniu od ThP komórki ThM nie wymagają drugiego sygnału.
W wyniku pobudzenia komórek ThP powstają komórki Th0, wydzielające cytokiny charakterystyczne dla limfocytów Th1 i Th2 (IL-2, IL-3, IL-4, IL-5, IL-10, GM-CSF, IFN-gamma). W wielu przypadkach infekcja kończy się przed ich dalszym różnicowaniem, ale jeśli antygen nie zostanie zwalczony, dochodzi do ich przekształcenia w limfocyty Th1 lub Th2, zależnie od obecnych w środowisku reakcji odpornościowej sygnałów (np. typu antygenu, cytokin).

## Znaczenie kliniczne
Limfocyty Th są celem ataku wirusa zespołu nabytego braku odporności (HIV). Na skutek infekcji spada ich liczba oraz zmniejsza się ich podatność na czynniki stymulujące odpowiedź immunologiczną.